# Východní Ázerbájdžán
Východní Ázerbájdžán (persky استان آذربایجان شرقی‎, ázerbájdžánsky شرقی آذربایجان / Şərqi Azərbaycan) je jednou z 31 íránských provincií. Hlavním městem je Tabríz. Provincie se nachází v severozápadní části Íránu a je součástí íránského regionu Ázerbájdžán (do značné míry odpovídající pojmu severozápadní Írán). Provincie sousedí na sever s Arménií a Ázerbájdžánem (s  Nachičevanskou autonomní republikou, vnitrozemskou exklávou Ázerbájdžánu) a na východ s íránskou provincií Ardabíl, Zandžán na jih a Západní Ázerbájdžán na západ. Provincii s ostatními částmi Íránu a sousedními zeměmi spojuje jemná síť silnic a železnic. Východním Ázerbájdžánem prochází také íránsko-arménský plynovod uvedený do provozu 19. března 2007.

## Geografie
Provincie Východní Ázerbájdžán se nachází v severozápadním Íránu mezi 36° 43' a 39° 42' severní šířky a 45° 5' a 48° 56' východní délky. Rozkládá se na ploše přibližně 45 651 km². Žijí zde přibližně čtyři milióny obyvatel, hustota osídlení tak činí 88,02 obyvatel na km².
Provincie se rozkládá ve východní části Ázerbájdžánské plošiny, která je součástí Íránské vysočiny (Íránské plošiny). Nejvyšším vrcholem je hora Sahand o výšce 3 722 m ležící na jih od Tabrízu. Hory se rozkládají na 71 % území a využitelná půda tvoří 29 % země.

## Podnebí
Podnebí provincie je subtropické (vlhké subtropické) – středomořské kontinentální i chladné a polosuché. Klima nížinných oblastí ovlivňují mírné větry od Kaspického moře. Teploty se pohybují do 8,9 °C v Tabrízu, 20 °C v Maraqehu a v zimě klesají přinejmenším k -10 až -15 °C v závislosti na teplotách v daném roce. Ideální období pro návštěvu provincie jsou jarní a letní měsíce.

## Demografie

### Jazyk a etnický původ
Většina obyvatel jsou etničtí Azerové neboli Ázerbájdžánci, kteří mluví turkickým jazykem příbuzným turečtině.
Rozsáhlé oblasti severovýchodně a severozápadně od Mijány obývají šíité, turkicky mluvící Šekkākové.
V Karadžadu (dnešním Arasbaránu), tedy v oblasti mezi řekou Aras a pohořím Sabalan, žije šest šíitských, turkicky mluvících kmenů kurdského původu: Chalabianlu, Muhammadkhanlu, Hajialilu, Hassenbeiglu, Husseinkhanlu a Qarachorlu.
V Kalkal, tedy v oblasti mezi pohořím Bozgus a řekou Kyzyluzen, žije sedm šíitských, turkicky mluvících kmenů kurdského původu: Delikānlu, Kolukjānlu (odnož Šekkāk), Šaṭrānlu (rovněž odnož Šekkāk), Aḥmadlu, Šādlu, Rašvand a Māmānlu.

### Populace
Při celostátním sčítání lidu v roce 2006 žilo v provincii 3 603 456 obyvatel, při následujícím sčítání lidu v roce 2011 bylo napočítáno 3 724 620 osob v 1 085 455 domácnostech, při sčítání lidu v roce 2016 žilo v provincii 3 909 652 obyvatel v 1 223 028 domácnostech.
| Rok                  | 1986      | 25. října 1996 | 25. října 2006 | 24. října 2011 | 24. září 2016 | 21. září 2020 |
| -------------------- | --------- | -------------- | -------------- | -------------- | ------------- | ------------- |
| Východní Ázerbájdžán | 3 077 882 | 3 325 540      | 3 603 456      | 3 724 620      | 3 909 652     | 4 051 000     |
| Írán                 |           | 60 055 488     | 70 495 782     | 75 149 669     | 79 926 270    | 84 038 000    |

## Administrativní uspořádání

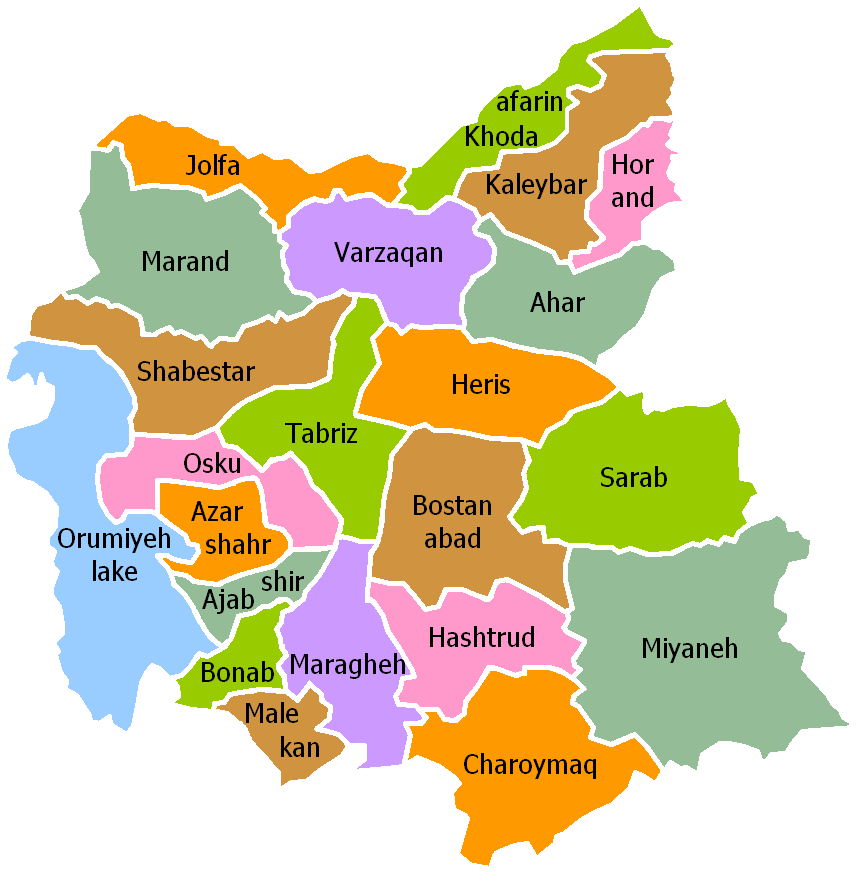
Dělení provincie na šáhrestany (okresy – správní obvody)

V roce 2010 se provincie dělila na 23 šáhrestánů (okresů – správních obvodů). Mezi jinými jimi byly Ahar, Adžabšír, Bostan Abad, Bonab, Čarojmak, Tabríz, Džolfa, Sarab, Šabestar, Kalejbar, Maragha, Marand, Malekan, Mijana, Heris a Haštrúd.
Počet šahrestanů se naposledy rozšířil v roce 2010, kdy byl vytvořen 23. okres, když se od okresu Kalejbar oddělil okres Khoda Afarin, do té doby se jejich počest v posledních desetiletích zvyšoval neustále.

## Největší města
| Pořadí | Město        | Obyvatel (2006) |
| ------ | ------------ | --------------- |
| 1.     | Tabríz       | 1 398 060       |
| 2.     | Maragha      | 149 929         |
| 3.     | Marand       | 114 841         |
| 4.     | Mianeh       | 89 796          |
| 5.     | Ahar         | 86 760          |
| 6.     | Bonab        | 76 610          |
| 7.     | Sarab        | 42 335          |
| 8.     | Azarshahr    | 36 801          |
| 9.     | Hadischahr   | 28 555          |
| 10.    | Adschabschir | 26 847          |
| 11.    | Sardrud      | 24 932          |
| 12.    | Malekan      | 24 680          |

## Univerzity
- Technologická univerzita v Sahandu (Sahand University of Technology)
- Tabrízská univerzita lékařských věd (Tabriz University of Medical Sciences)
- Tabrízská univerzita Tarbiat Moallem (Tabriz University of Tarbiat Moallem)
- Univerzita v Tabrízu (University of Tabriz)
- Islámská Azadova univerzita v Bonabu (Islamic Azad University of Bonab; IAUB)
- Islámská Azadova univerzita v Tabrízu (Islamic Azad University of Tabriz; IAUT)
- Islámská Azadova univerzita v Shabestaru (Islamic Azad University of Shabestar; IAUSHAB)
- Islámská Azadova univerzita v Maraghehu (Islamic Azad University of Maragheh; IAUMAR)
- Islámská Azadova univerzita v Miyanehu (Islamic Azad University of Miyaneh; IAUM)
- Islámská umělecká univerzita v Tabrízu (Tabriz Islamic Art University)
- Azarbajdžánská univerzita Šahída Madáního (Azarbaijan Shahid Madani University, dříve Tabriz University of Tarbiat Moallem, či Azarbaijan University of Tarbiat Moallem)
- Univerzitní vysoká škola Nabi Akram (University College of Nabi Akram; UCNA)